# غورغونيون
في اليونان القديمة، الغورغونيون (باليونانية: Γοργόνειον) كان تميمة واقية تُظهر رأس غورغون، ويعد أشهر استخدام لها من قبل الآلهة الأولمبية أثينا وزيوس: حيث يقال أن كلاً منها إرتدي الغورغونيون باعتبارها قلادة واقية، وكانا غالبًا ما يصوران مرتاديانها. ويُعتقد بإن قوتها أتت من نزولها من آلهة قوية سابقًا. ومن بين الصفات الأخرى التي افترضها حكام العصر الهلنستي أنها تحمل رعاية ملكية تشمل الولادة أو الحماية الإلهية، كما هو موضح، على سبيل المثال، في فسيفساء الإسكندر وجونزاغا قميو .

## معرض صور

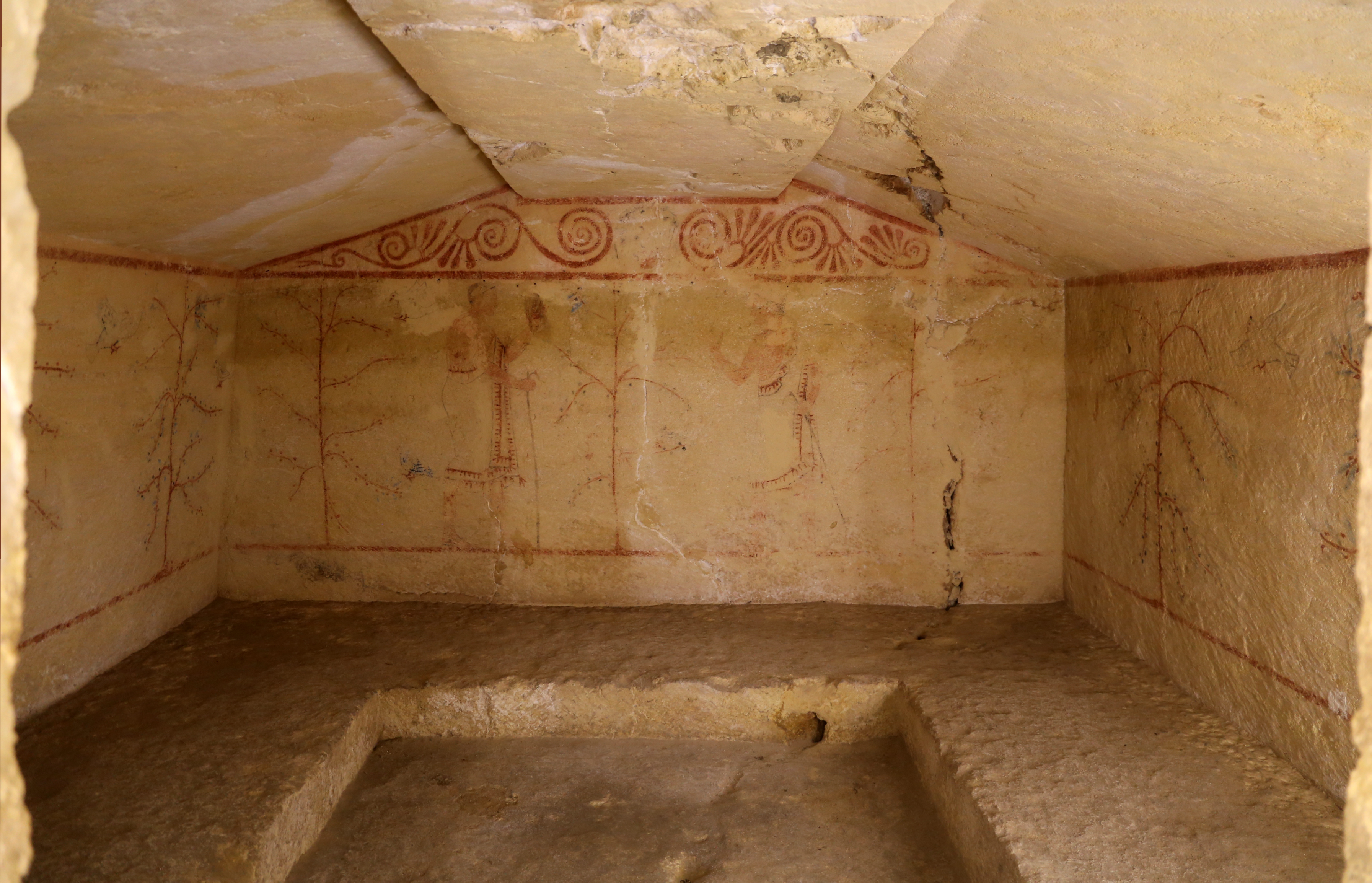
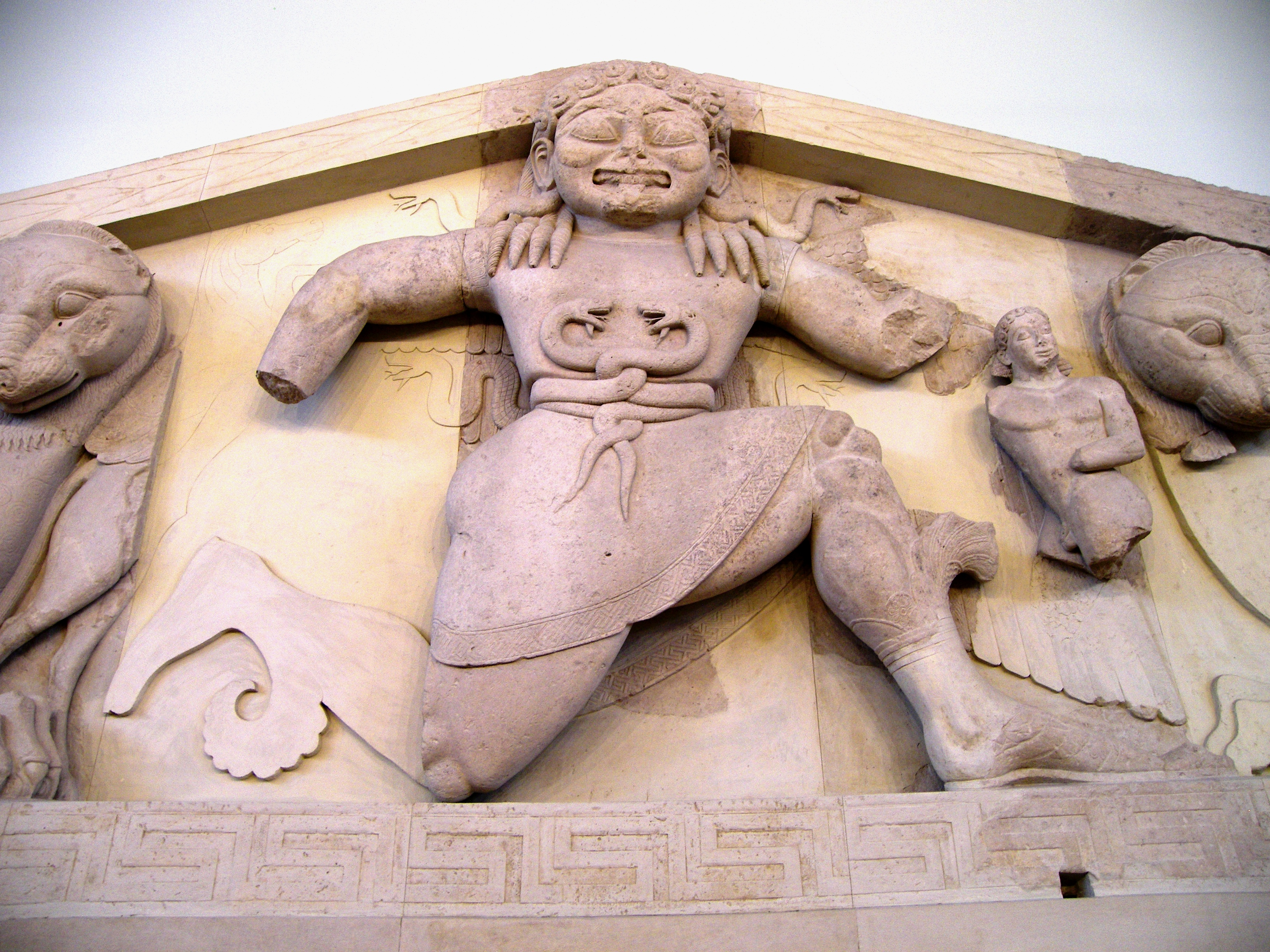
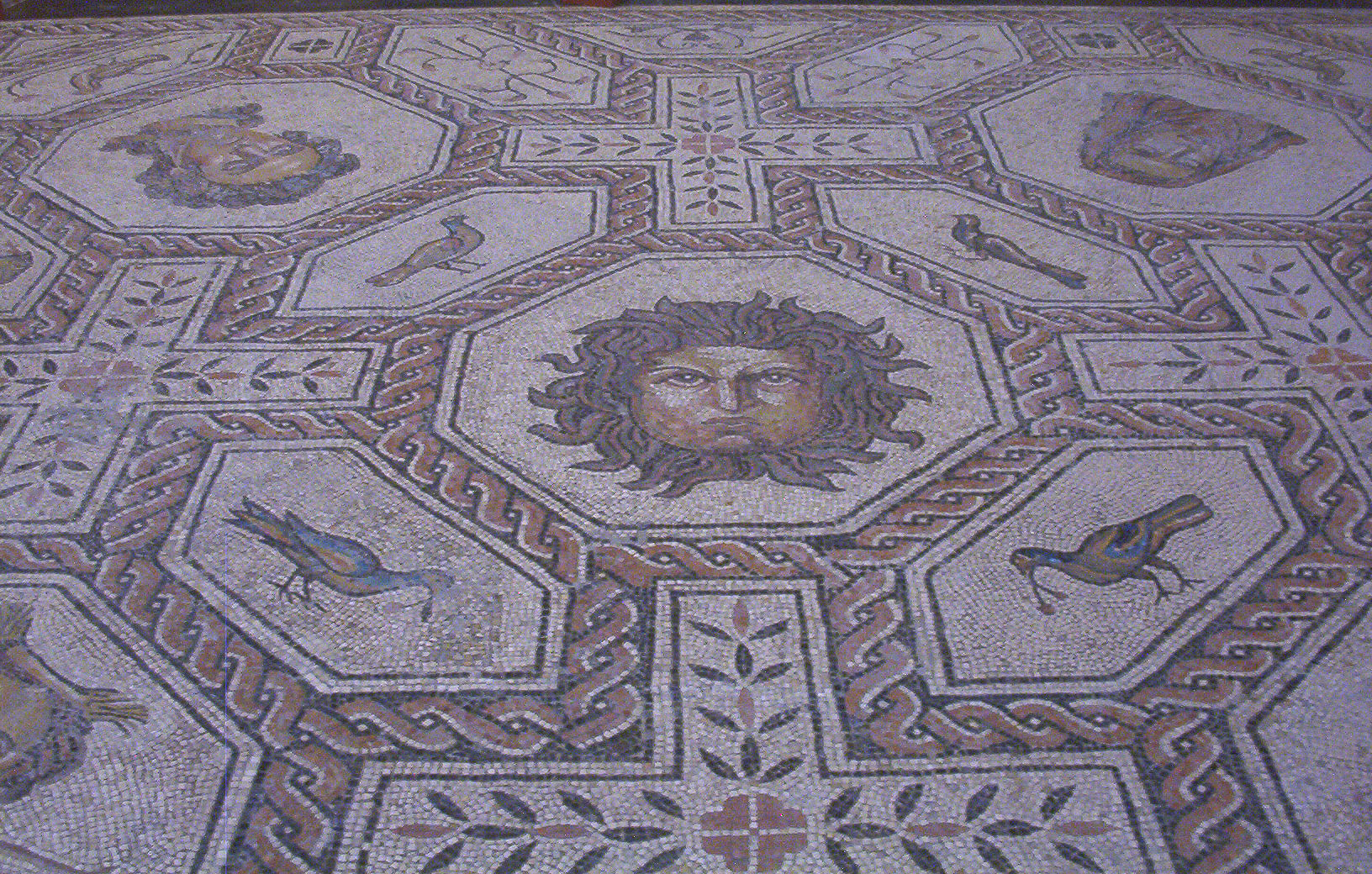
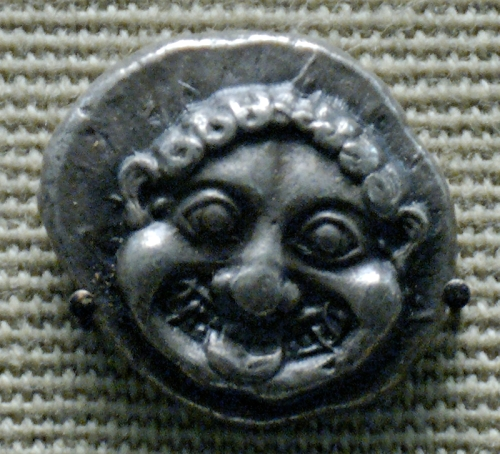
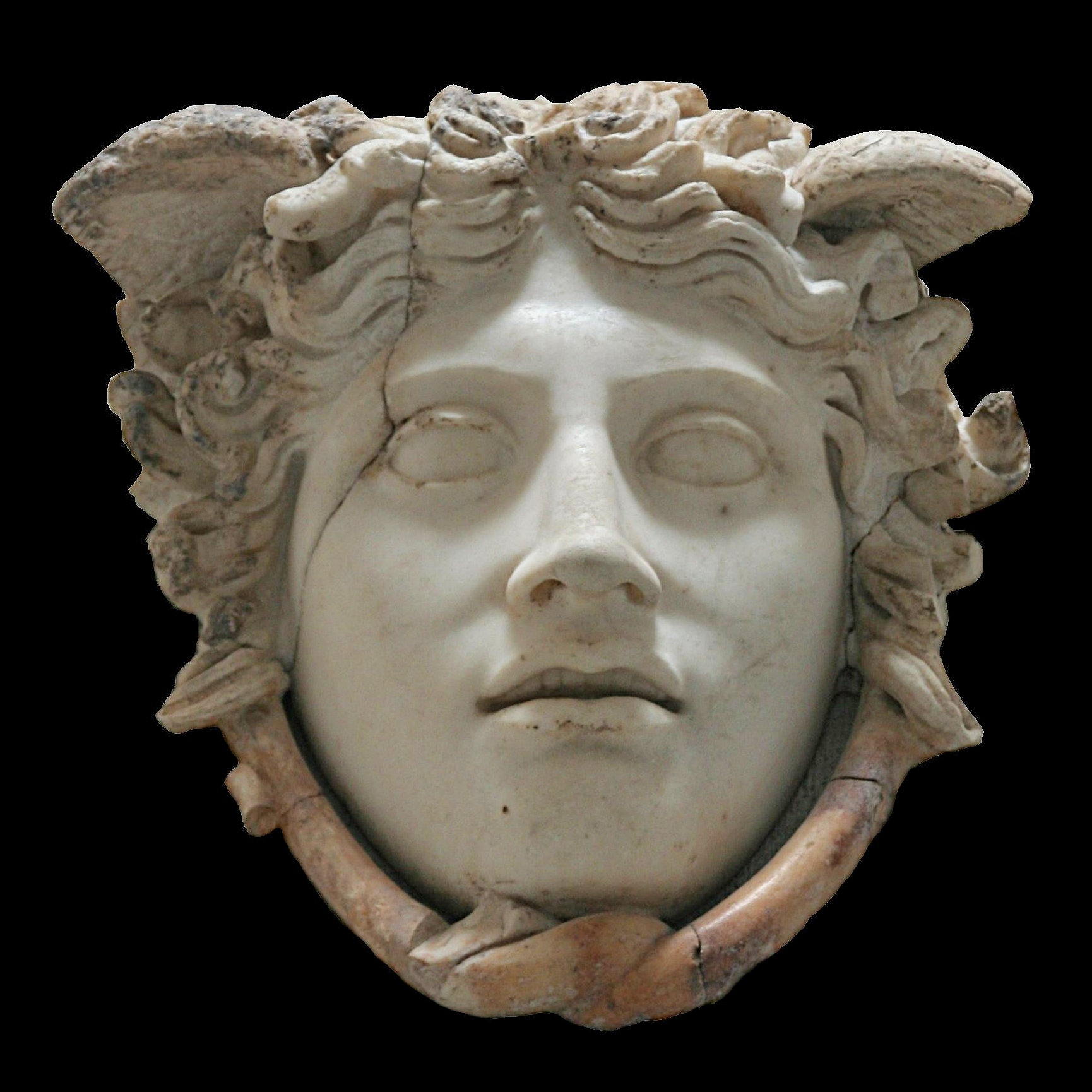
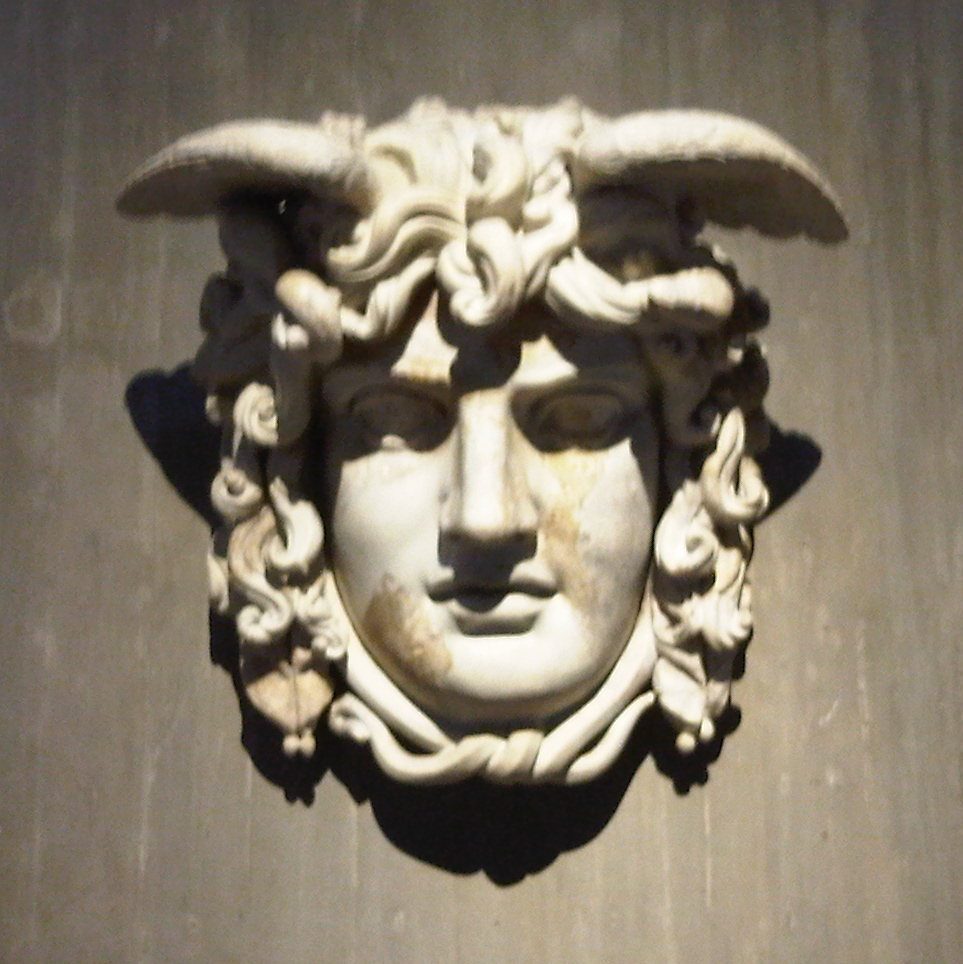